# Eacles magnifica
Eacles magnifica  (лат.) — вид крупных ночных бабочек рода Eacles из семейства павлиноглазок подсемейства Ceratocampinae, обитает в Северной и Южной Америке.

## Ареал
Eacles magnifica встречается в Латинской Америке в Мексике, Гватемале, Никарагуа, Панаме и практически во всей Южной Америке, включая Бразилию, Аргентину, Парагвай и др.

## Описание

### Имаго
Крупные бабочки с выраженным половым диморфизмом, самки около 100 мм, самцы около 70 мм. Взрослые бабочки имеют большое разнообразие цветов: от ярко-желтого с пятнами коричневого, серого, серебристого или фиолетового цвета до бежевого и тёмно-коричневого цвета. Встречается большое количество различных вариаций пятен и полос. Четыре характерных небольших пятна по одному на каждое крыло с прозрачным центром. Тело покрыто волосками, цвет которых соответствует цвету крыльев. Ведут ночной образ жизни.

### Гусеницы
Гусеницы E. magnifica крупные, существует несколько цветовых вариантов, они могут быть тёмно-зеленого, коричневого цвета, вплоть до чёрного. На теле длинные белые волоски и небольшие красные спинные выросты. Прикосновение к волоскам гусениц вызывает жжение. Питаются гусеницы цветущим деревом Erythrina crista-galli или платаном.
В конце лета гусеницы сходят с деревьев, чтобы найти подходящее место в почве для формирования кокона и окукливания, для чего строят камеры на глубине около 15 см, где куколки зимуют.

## Подвиды
- Eacles magnifica magnifica
- Eacles magnifica opaca (Парагвай, Боливия, Бразилия, Уругвай, Аргентина)